# Cónclave de 1903
El cónclave papal de 1903 fue llevado a cabo luego de la muerte a los 93 años del Papa León XIII, quien en ese momento era el tercer Papa que más tiempo tuvo de papado en la historia. Esta elección concluyó en la persona de Giuseppe Melchiorre Sarto como el Papa Pío X

## Contexto

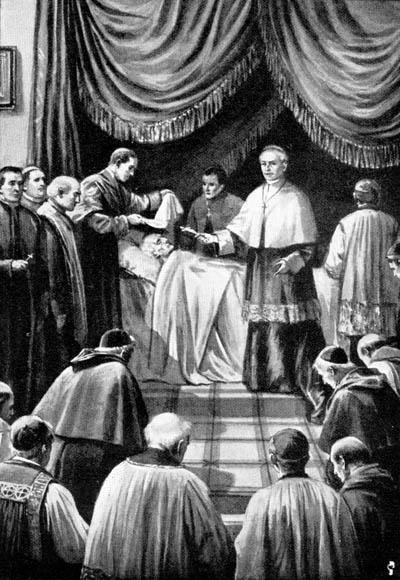
Certificación de la muerte de León XIII.

En 1903, luego de 25 años de pontificado, la vida de León XIII llegó a su fin. Durante 56 años, el papado había sido dirigido por dos hombres, León y su predecesor, Pío IX. Mientras que Pío había sido un reaccionario conservador, León había sido visto como un liberal, sin duda por la comparación con su predecesor. Con los cardenales reunidos, la pregunta clave era si sería elegido un Papa que continuaría las políticas de León XIII o el retorno al estilo del papado de Pío IX.

## El candidato vetado

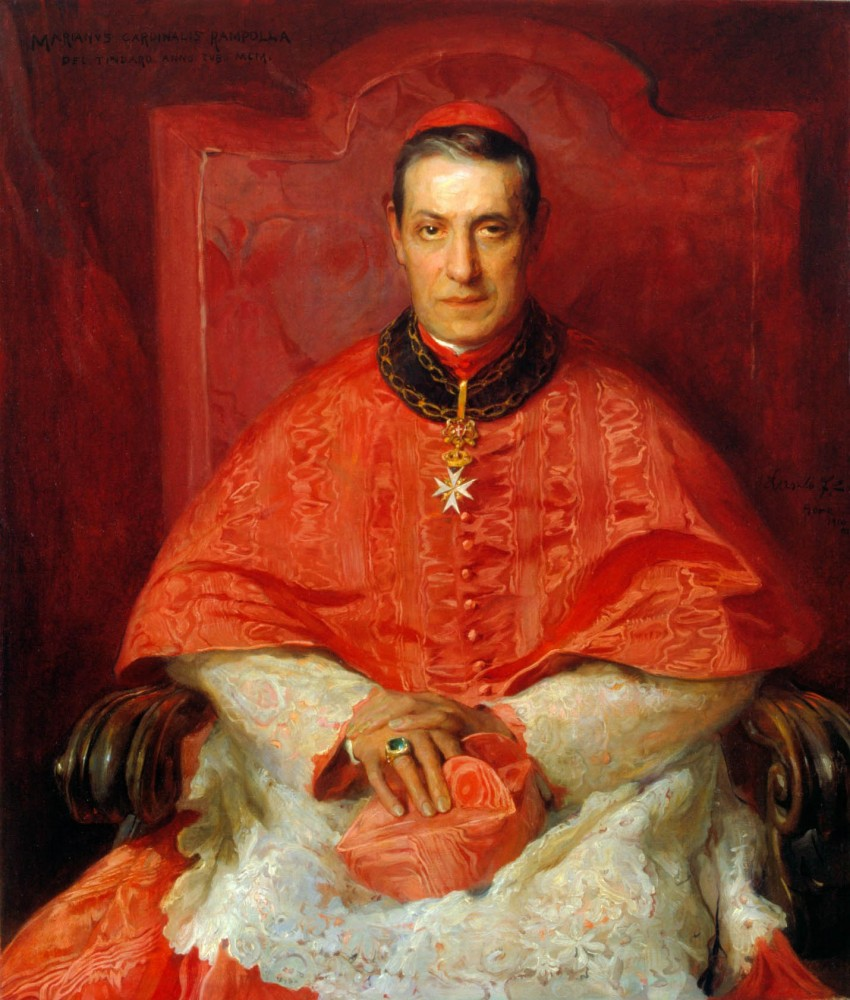
Cardenal Mariano Rampolla.

Con los cardenales reunidos en la Capilla Sixtina, la atención se centró en el cardenal Mariano Rampolla del Tindaro, el secretario de Estado de León XIII. Rampolla fue visto como el papable más importante. Como era de esperar, Rampolla estuvo cerca de ser elegido, pero luego fue vetado en el nombre de Francisco José I, emperador de Austria por Jan Puzyna de Kosielsko, el arzobispo de Cracovia. El veto se pronunció con gran disgusto de los demás cardenales. La razón para el veto no fue establecido, pero podría haber sido debido al apoyo de Rampolla a la Tercera República francesa, mientras fue Secretario de Estado. 
Tres de los principales jefes de Estado católicos reclamaban el derecho de veto: el rey de Francia, el rey de España y el emperador de Austria (este último después de la abolición del Sacro Imperio Romano). Este veto rara vez se ejercía, sin embargo, ninguno de los candidatos contra los que el veto se usó había sido elegido Papa. Antes de 1903, la última tentativa de uso de un derecho de veto se iba a ejercer en el cónclave de 1846, pero el cardenal encargado de emitir el veto había llegado demasiado tarde, encontrando al hombre destinado a veto, anunciado públicamente como el Papa Pío IX.

## El patriarca de Venecia es electo
Con el bloqueo de Rampolla y la prensa especulando, el cónclave se había lanzado al aire libre. El vencedor final, el patriarca de Venecia Giuseppe Melchiorre Sarto, era de una actitud en pro de la clase trabajadora, populista y conservador, más cercano al papado de Pío IX que al de León XIII. Se informó después de un rumor, supuestamente revelado por un participante del cónclave que en la última votación, el cardenal Sarto había recibido 55 de los 62 votos posibles. El nuevo Papa tomó el nombre de Pío X.

## Resultados de las votaciones
Estos son los resultados que tuvieron los 7 escrutinios del cónclave de 1903:

### 1º Votación (tarde del 1 de agosto)
- Mariano Rampolla: 24 votos
- Girolamo Maria Gotti, O.C.D.: 17
- Giuseppe Melchiore Sarto: 5
- Serafino Vannutelli: 4
- Oreglia: 2
- Angelo Di Pietro y Alfonso Capecelatro: 2
- Antonio Agliardi, Francesco di Paola Cassetta, Agostino Richelmy, Gennaro Portanova, Domenico Ferrata y Francesco Segna: 1

### 2º Votación (noche del 1 de agosto)
- Rampolla: 29
- Gotti: 16
- Sarto: 10
- Richelmy: 3
- Capecelatro: 2
- Vannutelli y Segna: 1

### 3º Votación (mañana del 2 de agosto)
En este tercer escrutinio, ocurre la aplicación del veto por parte de Puzyna.
- Rampolla: 29
- Sarto: 21
- Gotti: 9
- Oreglia, di Pietro y Capecelatro: 1

### 4º Votación (tarde del 2 de agosto)
- Rampolla: 30
- Sarto: 24
- Gotti: 3
- Oreglia y di Pietro: 2
- Capecelatro: 1

### 5º Votación (mañana del 3 de agosto)
- Sarto - 27
- Rampolla - 24
- Gotti - 6
- Oreglia, Capecelatro, di Pietro, y Prisco: 1

### 6º Votación (tarde del 3 de agosto)
- Sarto: 35
- Rampolla: 16
- Gotti: 7
- Oreglia: 2
- Capecelatro: 1

### 7º Votación (mañana del 4 de agosto)
- Sarto: 50, electo Papa Pío X.
- Rampolla: 10
- Gotti: 2

## Veto abolido

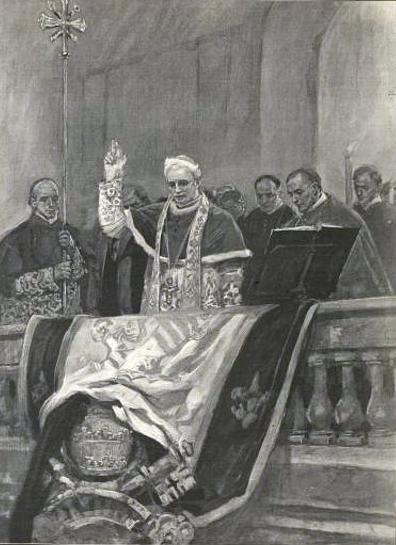
Bendición Urbi et Orbi de Pío X.

Pío X, luego de su elección, tomó dos decisiones. Primero, abolió formalmente el veto de los jefes de Estado, declarando que cualquiera que se atreviera introducir un veto civil en el cónclave sufriría la excomunión automática (los futuros participantes del cónclave estaban obligados a prestar juramento de no transmitir un veto de un monarca secular para el cónclave); y segundo se negó a nombrar a Rampolla como Secretario de Estado, poniendo en su lugar a Rafael Merry del Val, secretario del cónclave y autor de los cabildeos necesarios para darle los votos. 
Al igual que sus predecesores, el Papa Pío X mantuvo la disputa de la Santa Sede con el Reino de Italia por la cuestión romana. Siguiendo el precedente establecido por sus dos predecesores inmediatos para la concesión de la bendición Urbi et Orbi luego de la invasión de 1870 de Roma, Pío X dio su primera bendición en el balcón interior de la Basílica de San Pedro, para simbolizar su oposición a la soberanía italiana sobre Roma y su demanda de un restablecimiento de los Estados de la Iglesia.